# Cornelis de Man
Cornelis de Man (1er juillet 1621, Delft - 1er septembre 1706, Delft) est un peintre néerlandais du siècle d'or. Il est connu pour ses peintures de scènes de genre, de portraits, de paysages, de marines et d'intérieurs d'église.

## Biographie

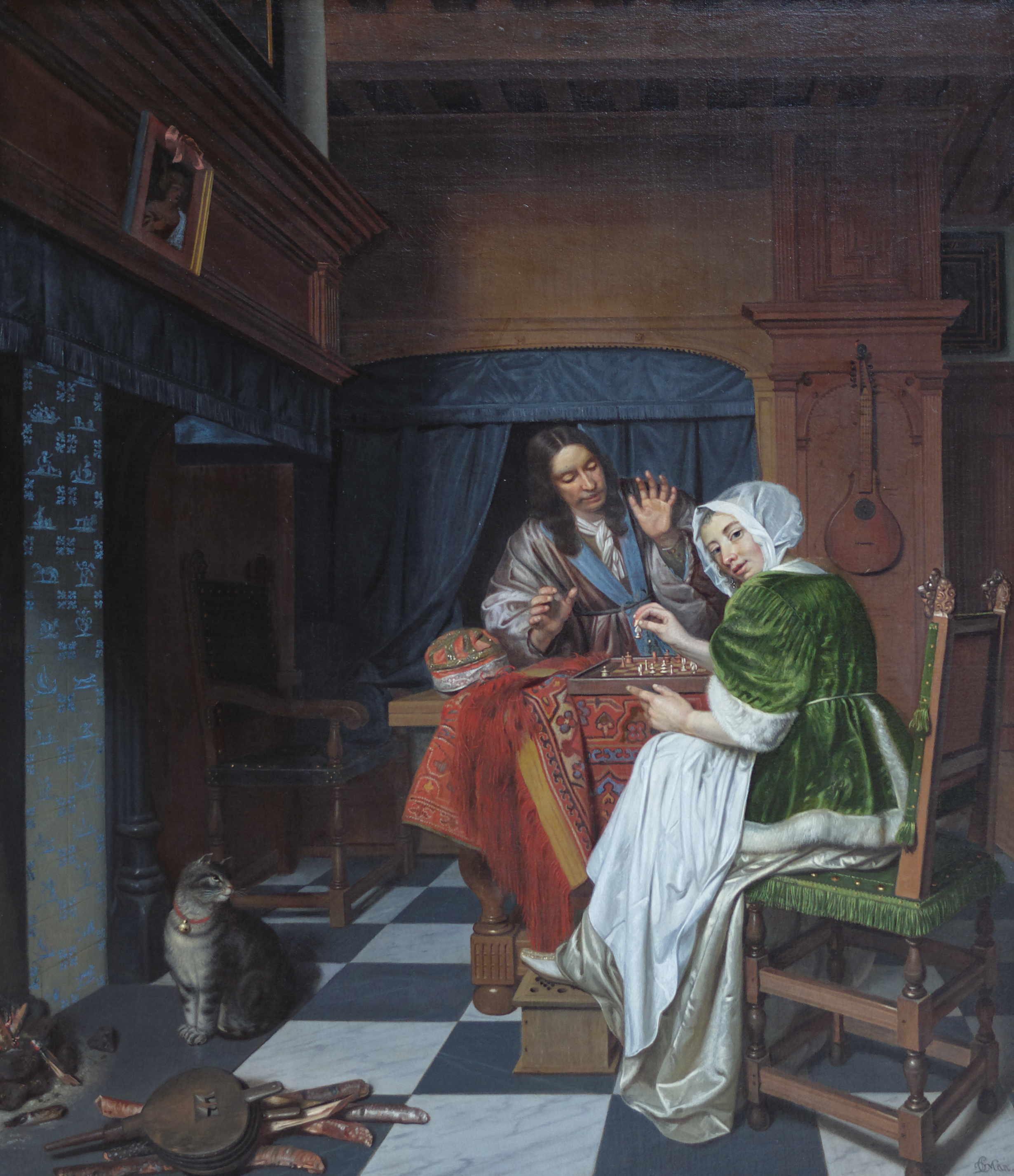
Le joueur d'échec (c 1670), Musée des beaux-arts de Budapest

Cornelis de Man est né le 1er juillet 1621 à Delft aux Pays-Bas.
Il devient membre de la guilde de Saint-Luc de Delft en 1642. Il entreprend un voyage en France et en Italie, et séjourne dans les villes de Paris, Lyon, Florence, Rome et Venise. Son séjour dure neuf ans. Il revient à Delft en 1653, et ses peintures rencontrent un franc succès. 
Il meurt le 1er septembre 1706 à Delft.

## Œuvres
- Manufacture d'huile de baleine de la Chambre d'Amsterdam de la Compagnie du Spitzberg (en néerlandais : Noordsche Compagnie ou Compagnie van Spitsbergen) à Smeerenburg (1639)[3], huile sur toile, 108 × 205 cm, Rijksmuseum, Amsterdam
- Intérieur de la Laurenskerk à Rotterdam[4], Mauritshuis, La Haye